# Ölgii
Ölgii (enmongol: Өлгий, bressol) és la capital de la província de Bayan-Ölgii de Mongòlia. Està a l'extrem oest del país a una altitud de 1710 metres. El 2008 tenia 28.496 habitants.

## Transport
Disposa d'un aeroport (ULG/ZMUL) amb pista sense pavimentar amb vols a Ulan Bator, Almati al Kazakhstan

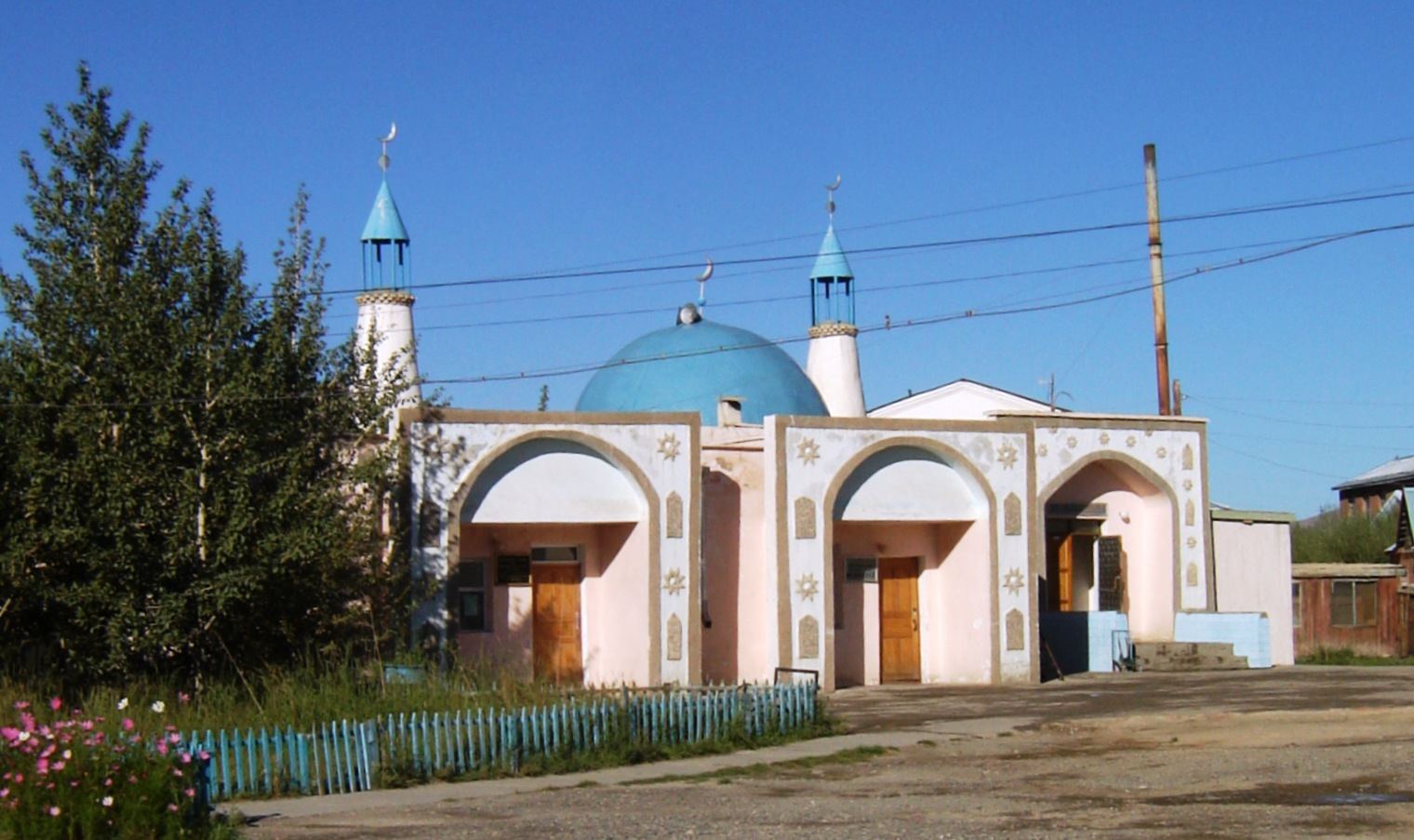
Mesquita principal d'Ölgii

## Clima
Ölgii té un clima desèrtic (en la classificació de Köppen es denota com BWk), els hiverns són llargs i molt freds i els estius curts i moderadament càlids.
| Dades climàtiques a Ölgii                  | Dades climàtiques a Ölgii | Dades climàtiques a Ölgii | Dades climàtiques a Ölgii | Dades climàtiques a Ölgii | Dades climàtiques a Ölgii | Dades climàtiques a Ölgii | Dades climàtiques a Ölgii | Dades climàtiques a Ölgii | Dades climàtiques a Ölgii | Dades climàtiques a Ölgii | Dades climàtiques a Ölgii | Dades climàtiques a Ölgii | Dades climàtiques a Ölgii |
| Mes                                        | gen                       | febr                      | març                      | abr                       | maig                      | juny                      | jul                       | ag                        | set                       | oct                       | nov                       | des                       | anual                     |
| ------------------------------------------ | ------------------------- | ------------------------- | ------------------------- | ------------------------- | ------------------------- | ------------------------- | ------------------------- | ------------------------- | ------------------------- | ------------------------- | ------------------------- | ------------------------- | ------------------------- |
| Màxima rècord °C (°F)                      | 4.2 (39.6)                | −0.2 (31.6)               | 16.8 (62.2)               | 23.2 (73.8)               | 29.3 (84.7)               | 31.6 (88.9)               | 32.0 (89.6)               | 32.3 (90.1)               | 26.5 (79.7)               | 20.9 (69.6)               | 12.8 (55)                 | 8.5 (47.3)                | 32.3 (90.1)               |
| Màxima mitjana °C (°F)                     | −10.7 (12.7)              | −6.9 (19.6)               | 1.2 (34.2)                | 9.0 (48.2)                | 16.1 (61)                 | 21.2 (70.2)               | 22.6 (72.7)               | 21.2 (70.2)               | 15.5 (59.9)               | 6.9 (44.4)                | −2.4 (27.7)               | −9.2 (15.4)               | 7.04 (44.68)              |
| Mitjana diària °C (°F)                     | −17.1 (1.2)               | −14.7 (5.5)               | −6.7 (19.9)               | 1.7 (35.1)                | 9.3 (48.7)                | 14.6 (58.3)               | 16.3 (61.3)               | 14.5 (58.1)               | 8.6 (47.5)                | 0.1 (32.2)                | −8.5 (16.7)               | −15.0 (5)                 | 0.26 (32.46)              |
| Mínima mitjana °C (°F)                     | −22.6 (−8.7)              | −21.1 (−6)                | −13.6 (7.5)               | −5.1 (22.8)               | 3.0 (37.4)                | 8.3 (46.9)                | 10.4 (50.7)               | 8.6 (47.5)                | 2.7 (36.9)                | −4.9 (23.2)               | −13.7 (7.3)               | −20.2 (−4.4)              | −5.68 (21.76)             |
| Mínima rècord °C (°F)                      | −37.9 (−36.2)             | −40.2 (−40.4)             | −34 (−29)                 | −20.8 (−5.4)              | −10.0 (14)                | −2.3 (27.9)               | 0.6 (33.1)                | −3.0 (26.6)               | −16.5 (2.3)               | −23.5 (−10.3)             | −32.9 (−27.2)             | −36 (−33)                 | −40.2 (−40.4)             |
| Precipitació mitjana mm (polzades)         | 0.6 (0.024)               | 0.5 (0.02)                | 1.3 (0.051)               | 4.5 (0.177)               | 10.6 (0.417)              | 25.0 (0.984)              | 34.0 (1.339)              | 20.0 (0.787)              | 12.5 (0.492)              | 3.0 (0.118)               | 0.7 (0.028)               | 1.0 (0.039)               | 113.7 (4.476)             |
| Mitjana de dies de precipitació (≥ 1.0 mm) | 0.2                       | 0.2                       | 0.5                       | 1.0                       | 2.3                       | 5.1                       | 7.1                       | 4.3                       | 2.8                       | 0.7                       | 0.2                       | 0.2                       | 24.6                      |
| Font: NOAA (1961-1990)                     |                           |                           |                           |                           |                           |                           |                           |                           |                           |                           |                           |                           |                           |